# Coppa Italia 2021-2022 (hockey in-line)
La Coppa Italia 2021-2022 è stata la 23ª edizione della principale coppa nazionale italiana di hockey in-line. È stata disputata dal 13 novembre 2021 al 13 marzo 2022. Il Milano Quanta si è aggiudicato il trofeo per l'ottava volta nella sua storia sconfiggendo in finale i Diavoli Vicenza.

## Partite

### Turno preliminare
| Squadra 1               | Risultato | Squadra 2         |
| ----------------------- | --------- | ----------------- |
| 13 novembre 2021        |           |                   |
| Invicta Modena          | 4 - 3     | Diavoli Vicenza C |
| Libertas Forlì          | 6 - 5     | Corsari Riccione  |
| Mammuth Roma            | 4 - 5     | Castelli Romani   |
| Old Style Torre Pellice | 3 - 2     | Falcons           |
| Tergeste Tigers         | 6 - 2     | Fox Legnaro       |
| 14 novembre 2021        |           |                   |
| CVS Civitavecchia       | 6 - 1     | SPV Viareggio     |

### Ottavi di finale
| Squadra 1       | Risultato | Squadra 2               |
| --------------- | --------- | ----------------------- |
| 4 dicembre 2021 |           |                         |
| Asiago Vipers   | 4 - 2     | Old Style Torre Pellice |
| CUS Verona      | 5 - 1     | Lepis Piacenza          |
| Diavoli Vicenza | 12 - 1    | Invicta Modena          |
| Edera Trieste   | 3 - 1     | Cittadella              |
| Ghosts Padova   | 15 - 3    | Libertas Forlì          |
| Milano Quanta   | 16 - 1    | CVS Civitavecchia       |
| Monleale        | 4 - 3     | Castelli Romani         |
| 23 gennaio 2022 |           |                         |
| Ferrara         | 7 - 5     | Tergeste Tigers         |

### Quarti di finale
| Squadra 1       | Risultato | Squadra 2     |
| --------------- | --------- | ------------- |
| 5 febbraio 2022 |           |               |
| Asiago Vipers   | 2 - 3     | Monleale      |
| Diavoli Vicenza | 10 - 3    | CUS Verona    |
| Ghosts Padova   | 4 - 3     | Ferrara       |
| Milano Quanta   | n.d.      | Edera Trieste |

### Final four
La Final Four della manifestazione si è disputata dal 12 al 13 marzo 2022 presso il PalaTravain di Padova.
|  | Semifinali      | Semifinali      | Semifinali      |                 |               | Finale 1º posto | Finale 1º posto | Finale 1º posto |  |
|  |                 |                 |                 |                 |               |                 |                 |                 |  |
|  | Milano Quanta   | Milano Quanta   | 7               |                 |               |                 |                 |                 |  |
|  | Milano Quanta   | Milano Quanta   | 7               |                 |               |                 |                 |                 |  |
|  | Ghosts Padova   | Ghosts Padova   | 2               |                 |               |                 |                 |                 |  |
|  | Ghosts Padova   | Ghosts Padova   | 2               |                 | Milano Quanta | Milano Quanta   | 3               |                 |  |
|  |                 |                 |                 |                 | Milano Quanta | Milano Quanta   | 3               |                 |  |
|  |                 |                 | Diavoli Vicenza | Diavoli Vicenza | 0             |                 |                 |                 |  |
|  | Diavoli Vicenza | Diavoli Vicenza | Diavoli Vicenza | Diavoli Vicenza | 0             | 4               |                 |                 |  |
|  | Diavoli Vicenza | Diavoli Vicenza |                 |                 |               | 4               |                 |                 |  |
|  | Monleale        | Monleale        | 1               |                 |               | Finale 3º posto | Finale 3º posto | Finale 3º posto |  |
|  | Monleale        | Monleale        | 1               |                 |               |                 |                 |                 |  |
|  |                 |                 |                 |                 |               |                 |                 |                 |  |
|  |                 |                 |                 |                 |               | Ghosts Padova   | Ghosts Padova   | 11              |  |
|  |                 |                 |                 |                 |               | Ghosts Padova   | Ghosts Padova   | 11              |  |
|  |                 |                 |                 |                 |               | Monleale        | Monleale        | 3               |  |